# Chowkenahalli, Gubbi
Chowkenahalli là một làng thuộc tehsil Gubbi, huyện Tumkur, bang Karnataka, Ấn Độ.